# 雑賀“ヤン坊”達也
雑賀“ヤン坊”達也（さいか ヤンぼう たつや、1990年9月18日 - ）は、日本の男性総合格闘家。神奈川県出身。DOBUITA FIGHT SPORTS GYM所属。現ライト級キング・オブ・パンクラシスト。

## 来歴
6歳から12歳まで空手を習う。高校生の時に見た魔裟斗や山本“KID”徳郁に憧れを抱くものの、就職する。しかし日常に物足りなさを感じ、25歳の時にDOBUITA FIGHT SPORTS GYMに入会し格闘技を始める。

### プロデビュー・Fighting NEXUS
2017年8月20日、総合格闘技プロデビュー戦となったFighting NEXUS vol.10にて佃貴也と対戦し、1RにパンチによるTKO勝ちを収めた。
デビューから約1年半ほどFighting NEXUSで戦い、4勝1敗の成績を上げて勝利はすべて打撃で1R KO勝ち。

### PANCRASE
2020年9月27日、PANCRASE 318のライト級暫定キング・オブ・パンクラス決定戦で林源平と対戦し、1Rに右アッパーでKO勝ちを収め、暫定王座を獲得した。
2021年12月12日、PANCRASE 325のライト級キング・オブ・パンクラス王座統一戦で正規王者の久米鷹介と対戦。1Rにカウンターの右アッパーでダウンを奪うも、2Rに腕ひしぎ十字固めによる逆転一本負けを喫し、暫定王座から陥落した。

### PANCRASE・RIZIN
2022年4月16日、RIZIN初参戦となったRIZIN TRIGGER 3rdでのちのDEEPライト級王者の江藤公洋と対戦し、タックルでテイクダウンされパウンドにより2R TKO負けを喫した。
2022年12月25日、PANCRASE 330でシュウジ・ヤマウチと対戦し、1R終盤に右ストレートでダウンを奪った後パウンドで追撃し、TKO勝ちを収めた。
2023年4月29日、RIZIN LANDMARK 5でアリ・アブドゥルカリコフと対戦するも、1Rに右オーバーハンドフックでKO負けを喫した。欠場となったジョニー・ケースの代役として急遽出場した試合だった。
2023年12月24日、PANCRASE340でライト級次期挑戦者決定戦で粕谷優介と対戦し、3R 組みと打撃で圧倒し判定勝利を収めた。この勝利でタイトルマッチの挑戦権が与えられた。また、自身キャリア初の判定となった。
2024月3月31日、PANCRASE 341でライト級キング・オブ・パンクラシストのアキラとタイトルマッチで対戦し、ハイキックで1R KO勝ち。ライト級キング・オブ・パンクラシストとなった。
2024月3月31日、PANCRASE 347でタイトル防衛戦を行い、元ライト級キング・オブ・パンクラシストの久米鷹介と再戦。2Rに左フックでダウンを奪うとパウンドでKO勝ち。リベンジを果たすと共にタイトルを防衛。
2025年4月27日、PANCRASE 353でタイトル防衛戦を行い、天弥と対戦。3Rに組み膝蹴りを顔面に当ててダウンを奪い追撃のパウンドでTKO勝ち。2度目のタイトル防衛を果たし、マイクで家族への感謝を述べると共に「RIZINで僕を見たくないですか？オファー待ってます」とアピールした。

## 人物
- フィリピン人の母親を持つハーフ[2]。
- リングネームであるヤン坊は、携帯アプリのゲームで使用していたニックネーム[13]。
- 普段はアメリカ海軍のベースで、船を修理する仕事をしながら格闘技の練習を積み、日々鍛錬し続けている[14]。
- KO率が100％に近く、勝っても負けてもほぼ全試合がKO決着という派手なファイトスタイル[15]。
- 既婚者であり、2児の父である[14]。

## 戦績
| 総合格闘技 戦績 | 総合格闘技 戦績 | 総合格闘技 戦績 | 総合格闘技 戦績 | 総合格闘技 戦績 | 総合格闘技 戦績 | 総合格闘技 戦績 |
| --------------- | --------------- | --------------- | --------------- | --------------- | --------------- | --------------- |
| 18 試合         | (T)KO           | 一本            | 判定            | その他          | 引き分け        | 無効試合        |
| 13 勝           | 12              | 0               | 1               | 0               | 0               | 0               |
| 5 敗            | 4               | 1               | 0               | 0               | 0               | 0               |

| 勝敗 | 対戦相手                 | 試合結果                             | 大会名                                                          | 開催年月日     |
| ○    | 天弥                     | 3R 0:54 TKO（左膝蹴り→パウンド）     | PANCRASE 353 【ライト級キング・オブ・パンクラスタイトルマッチ】 | 2025年4月27日  |
| ○    | 久米鷹介                 | 2R 0:27 TKO（左フック→パウンド）     | PANCRASE 347 【ライト級キング・オブ・パンクラスタイトルマッチ】 | 2024年9月29日  |
| ×    | キ・ウォンビン           | 2R 0:50 TKO（スタンドパンチ連打）    | Road to UFC Season 3: Shanghai                                  | 2024年5月19日  |
| ○    | アキラ                   | 1R 1:42 KO（右ハイキック）           | PANCRASE 341 【ライト級キング・オブ・パンクラスタイトルマッチ】 | 2024年3月31日  |
| ○    | 粕谷優介                 | 5分3R終了 判定3-0                    | PANCRASE 340                                                    | 2023年12月24日 |
| ×    | アリ・アブドゥルカリコフ | 1R 3:30 KO（右フック）               | RIZIN LANDMARK 5                                                | 2023年4月29日  |
| ○    | シュウジ・ヤマウチ       | 1R 4:49 TKO（右ストレート→パウンド） | PANCRASE 330                                                    | 2022年12月25日 |
| ○    | 松岡嵩志                 | 1R 1:36 TKO（右ストレート→パウンド） | PANCRASE 329                                                    | 2022年9月11日  |
| ×    | 江藤公洋                 | 2R 4:10 TKO （グラウンドパンチ）     | RIZIN TRIGGER 3rd                                               | 2022年4月16日  |
| ×    | 久米鷹介                 | 2R 2:28 腕ひしぎ十字固め             | PANCRASE 325 【ライト級キング・オブ・パンクラス 王座統一戦】    | 2021年12月12日 |
| ○    | 林源平                   | 1R 1:55 KO（右アッパー）             | PANCRASE 318 【ライト級キング・オブ・パンクラス暫定王者決定戦】 | 2020年9月27日  |
| ○    | トム・サントス           | 1R 4:17 TKO（右フック→パウンド）     | PANCRASE 308                                                    | 2019年9月29日  |
| ○    | 小林裕                   | 1R 1:34 KO（右ストレート）           | PANCRASE 307                                                    | 2019年7月21日  |
| ○    | ウ・ヨンウク             | 1R 0:25 TKO（膝蹴り→パウンド）       | Fighting NEXUS vol.15                                           | 2018年12月16日 |
| ○    | 有村脩也                 | 1R 0:13 TKO（パンチ）                | Fighting NEXUS vol.14                                           | 2018年8月11日  |
| ×    | キム・ソンゴン           | 1R 0:14 TKO（右フック）              | Fighting NEXUS vol.13                                           | 2018年5月6日   |
| ○    | 霧狼                     | 1R 2:10 TKO（パンチ）                | Fighting NEXUS vol.11                                           | 2017年12月4日  |
| ○    | 佃貴也                   | 1R 2:22 TKO（パンチ）                | Fighting NEXUS vol.10                                           | 2017年8月20日  |

## 獲得タイトル
- 暫定ライト級キング・オブ・パンクラス王座（2020年）
- 第9代ライト級キング・オブ・パンクラス王座（2024年）